# San Daniele Po
San Daniele Po – miejscowość i gmina we Włoszech, w regionie Lombardia, w prowincji Cremona.
Według danych na rok 2004 gminę zamieszkuje 1478 osób, 67,2 os./km².